# Calcarius ornatus
Lo zigolo ornato o zigolo collocastano (Calcarius ornatus (Townsend, 1837)) è un uccello passeriforme della famiglia Calcariidae.

## Descrizione

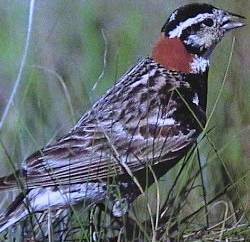
Maschio in natura.

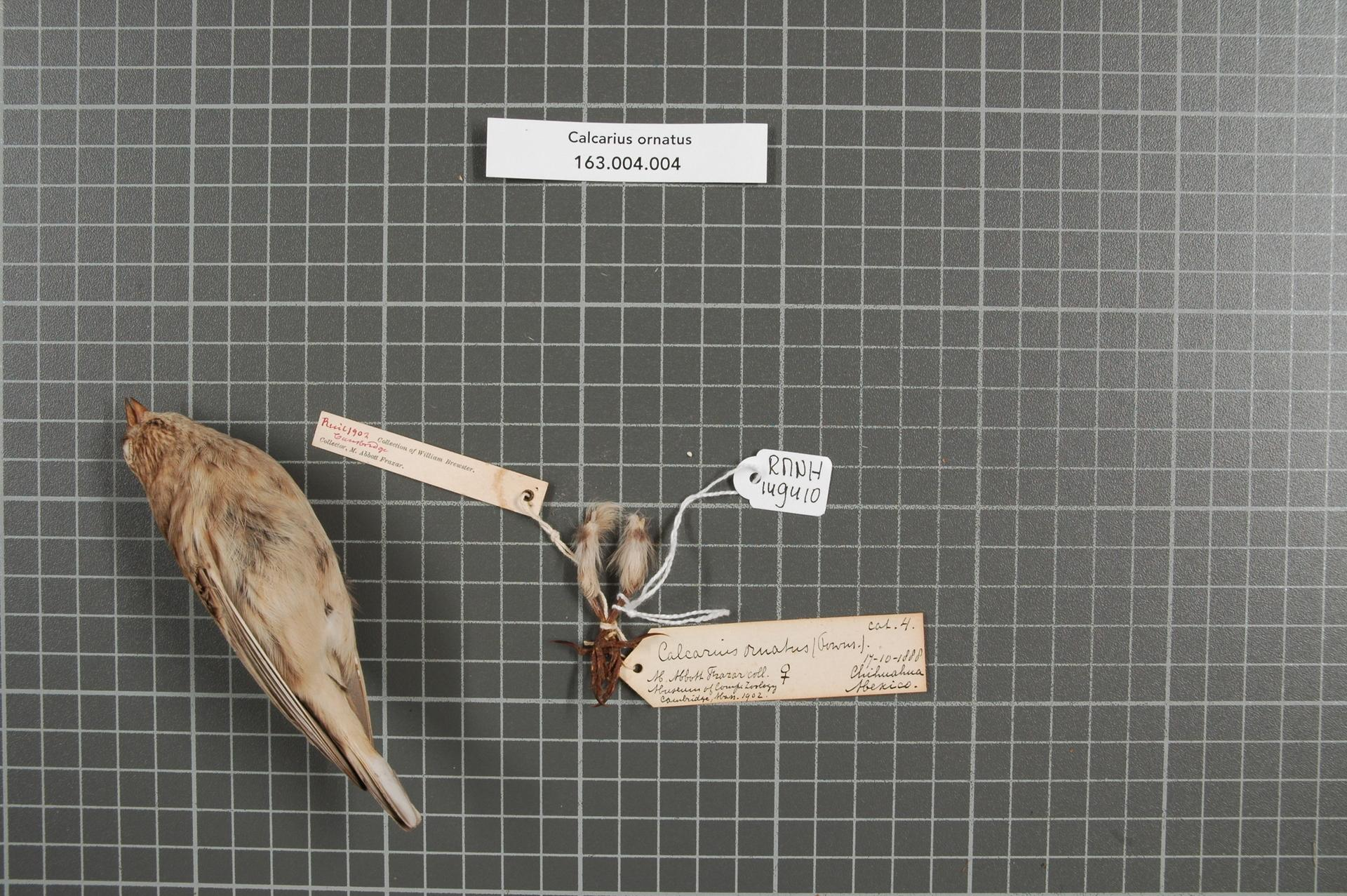
Femmina impagliata.

### Dimensioni
Misura 13,5-16,5 cm di lunghezza, per 17-23 g di peso e un'apertura alare di 25-27 cm.

### Aspetto
Si tratta di uccelli dall'aspetto robusto e massiccio, muniti di testa squadrata, corto becco conico, ali appuntite e coda piuttosto corta e dalla punta lievemente forcuta.
Il piumaggio è piuttosto simile nei due sessi durante il periodo invernale, presentandosi dominato dalle tonalità del bruno, più chiaro e pulito su gola, petto e ventre e più scuro e screziato di bruno-nerastro (effetto dovuto agli orli più scuri delle singole penne) su fronte, vertice, nuca e dorso, mentre ali e coda sono nerastre con penne orlate di bianco: durante il periodo riproduttivo, i maschi sfoggiano una livrea nuziale che diviene più scura sul dorso (sebbene permanga il disegno screziato), mentre fronte, vertice, petto e parte superiore di ventre e fianchi divengono neri, così come nere si presentano una banda che dalla parte posteriore dell'occhio raggiunge quasi la nuca ed una macchia triangolare sulla parte posteriore della guancia. La nuca diviene di un caldo color nocciola, mentre la testa è di color grigio-biancastro con sfumature beige-rossicce nell'area facciale: il sottocoda e la superficie inferiore di coda ed ali sono bianchi.
In ambedue i sessi il becco è di colore grigio con punta nerastra, mentre le zampe sono bruno-nerastre e gli occhi sono di colore bruno scuro.

## Biologia

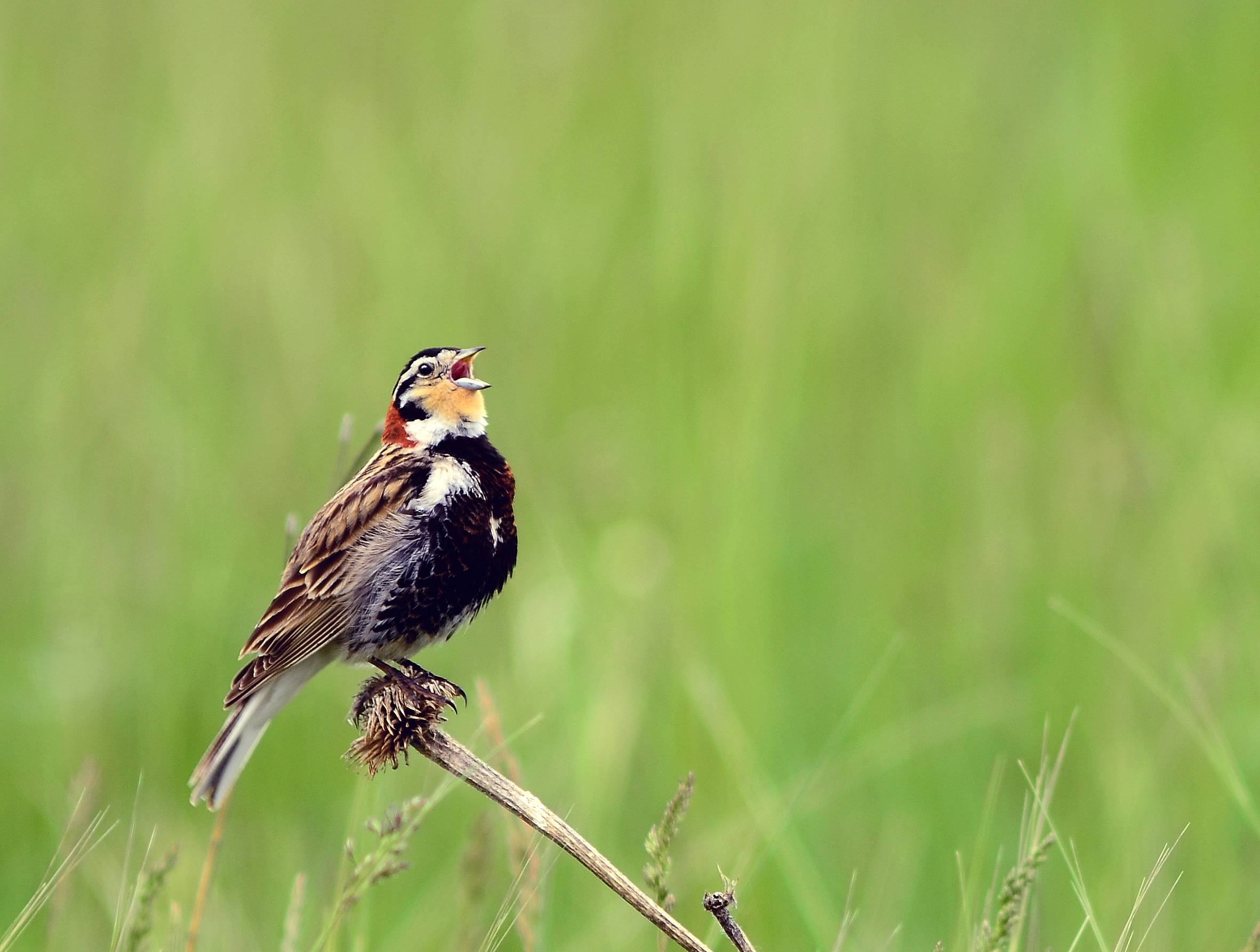
Maschio canta in natura.

Si tratta di uccelletti dalle abitudini di vita essenzialmente diurne, che all'infuori della stagione riproduttiva si riuniscono in stormi anche consistenti, non di rado associandosi ad altre specie migratrici dalle abitudini affini (allodola cornuta, zigolo di McCown, zigolo di Baird, sturnella occidentale), spostandosi frequentemente e passando la maggior parte della giornata alla ricerca di cibo al suolo: anche durante la notte questi uccelli rimangono al suolo, riposandosi accovacciati nell'erba.

### Alimentazione

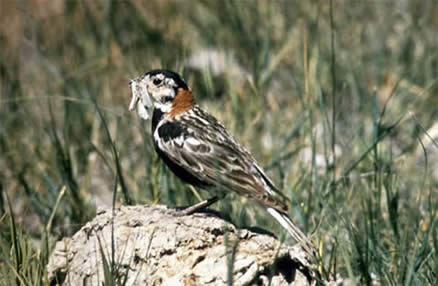
Maschio con cibo nel becco nel Montana.

Si tratta di uccelli essenzialmente granivori, la cui alimentazione è composta in massima parte dai semi delle piante erbacee: durante l'estate, tuttavia, una buona percentuale della dieta degli zigoli ornati (fino al 72%) è composta da insetti ed altri piccoli invertebrati, con una varietà maggiore di specie predate (soprattutto grilli e cavallette, ma anche coleotteri) rispetto a quanto riscontrabile negli altri calcariidi.

### Riproduzione

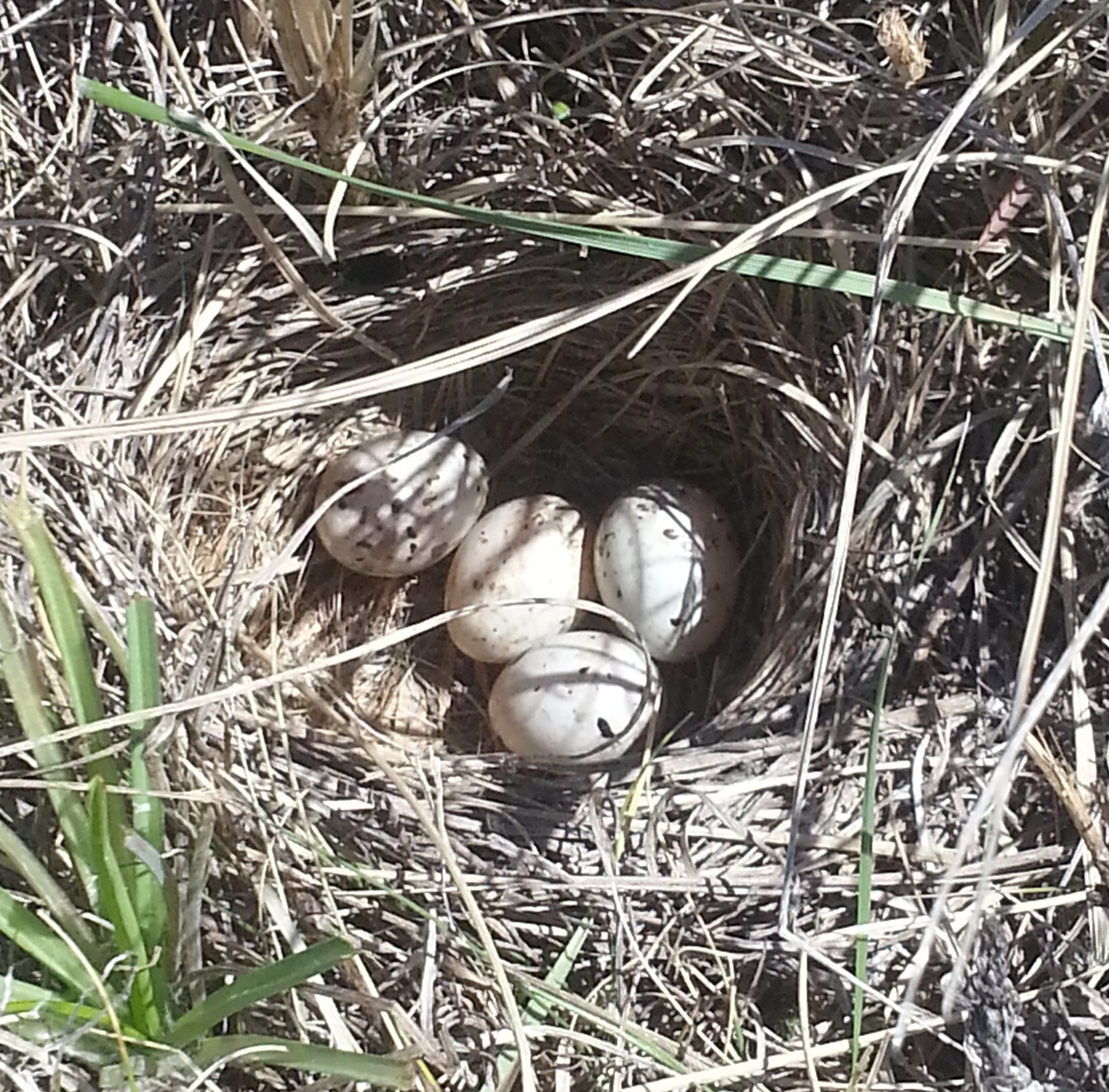
Nido con uova in Alberta.

La stagione riproduttiva va dagli inizi di maggio ai primi di agosto: si tratta di uccelli tendenzialmente monogami (anche se è presente una certa tendenza alla promiscuità, con maschi e femmine che si accoppiano con individui esterni alla coppia, soprattutto nelle covate successive alla prima), che portano generalmente avanti due covate, talvolta anche tre, durante la stagione degli amori, sempre in nidi diversi.

Durante la stagione riproduttiva le coppie tendono a isolarsi dal resto dello stormo, coi due partner che raramente si allontanano a più di 10 m l'uno dall'altro e che scacciano energicamente gli intrusi del proprio sesso a colpi d'ala: le femmine sono più aggressive rispetto ai maschi, continuando ad inseguire e attaccare le intruse una volta messele in fuga. Anche uccelli di specie simili (ad esempio le stesse specie assieme alle quali gli zigoli ornati si associano durante le migrazioni, ma anche il molotro nero, che parassita i nidi di questi uccelli) vengono attaccati e scacciati.

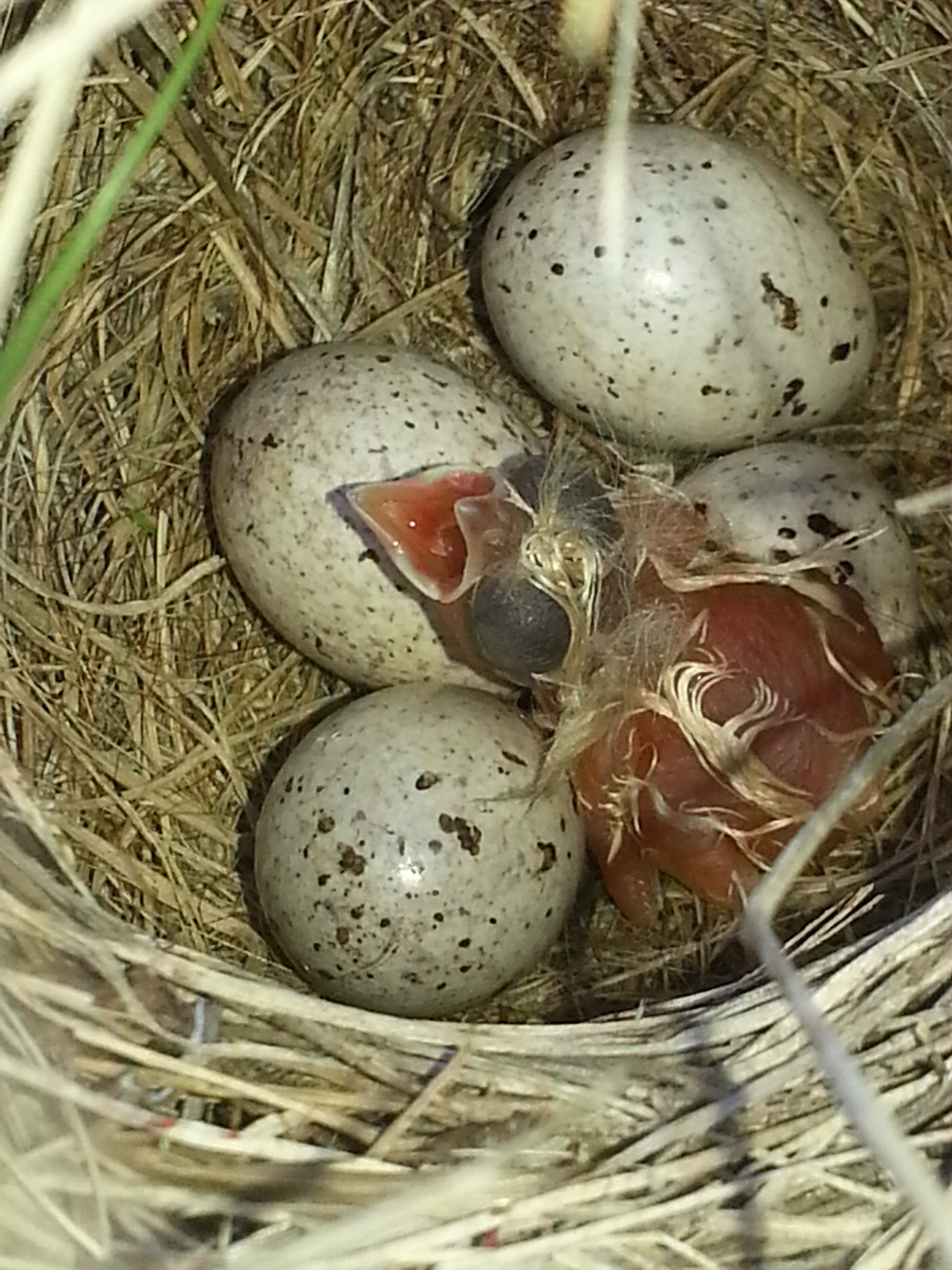
Nido con uova e pullus.

Il maschio corteggia la femmina tenendo ali e coda leggermente spiegate, la testa ben eretta con le penne del vertice drizzate, annuendo insistentemente ed imitando la posizione d'invito alla copula delle femmine (consistente nell'accovacciarsi e spostare lateralmente la coda): la femmina (con la quale il maschio passa in genere una singola stagione riproduttiva) segnala il suo interesse avvicinandosi al maschio e consentendogli di montarla.

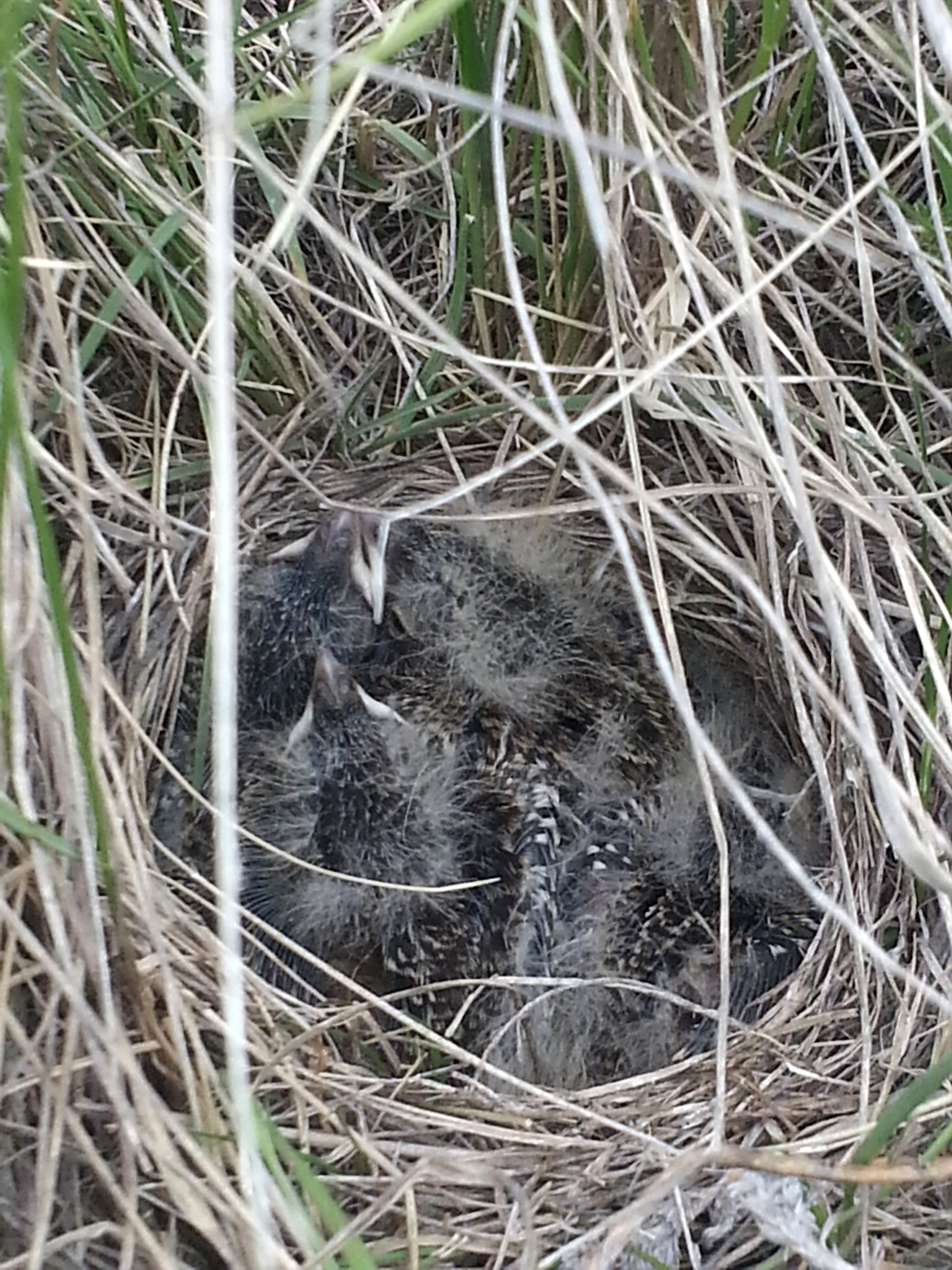
Nido con pulli.

Il nido viene costruito dalla femmina foderando di steli d'erba una cavità nel terreno da lei stessa scavata: al suo interno, essa depone 3-5 uova biancastre con rada punteggiatura di colore bruno scuro, che essa provvede a covare da sola (col maschio che staziona di guardia nei pressi del nido, solo rarissimamente prendendo parte attiva nella cova) per 10-12 giorni.

I pulli sono ciechi e ricoperti da un rado piumino grigio alla schiusa: essi cominciano a chiedere il cibo (fornito loro da ambedue i genitori) a due giorni dalla schiusa, mentre dopo altri due giorni gli occhi si aprono e a 6 giorni di vita compaiono le prime penne. Fra i 9 e i 14 giorni i giovani cominciano ad esplorare  i dintorni del nido: da quel momento è quasi esclusivamente il maschio a prendersi cura di loro, mentre la femmina comincia a costruire un nuovo nido per portare avanti un'altra covata. A circa un mese di vita, i giovani vengono scacciati dai genitori e si allontanano definitivamente dal nido.
La speranza di vita di questi uccelli si aggira attorno ai 4 anni.

## Distribuzione e habitat

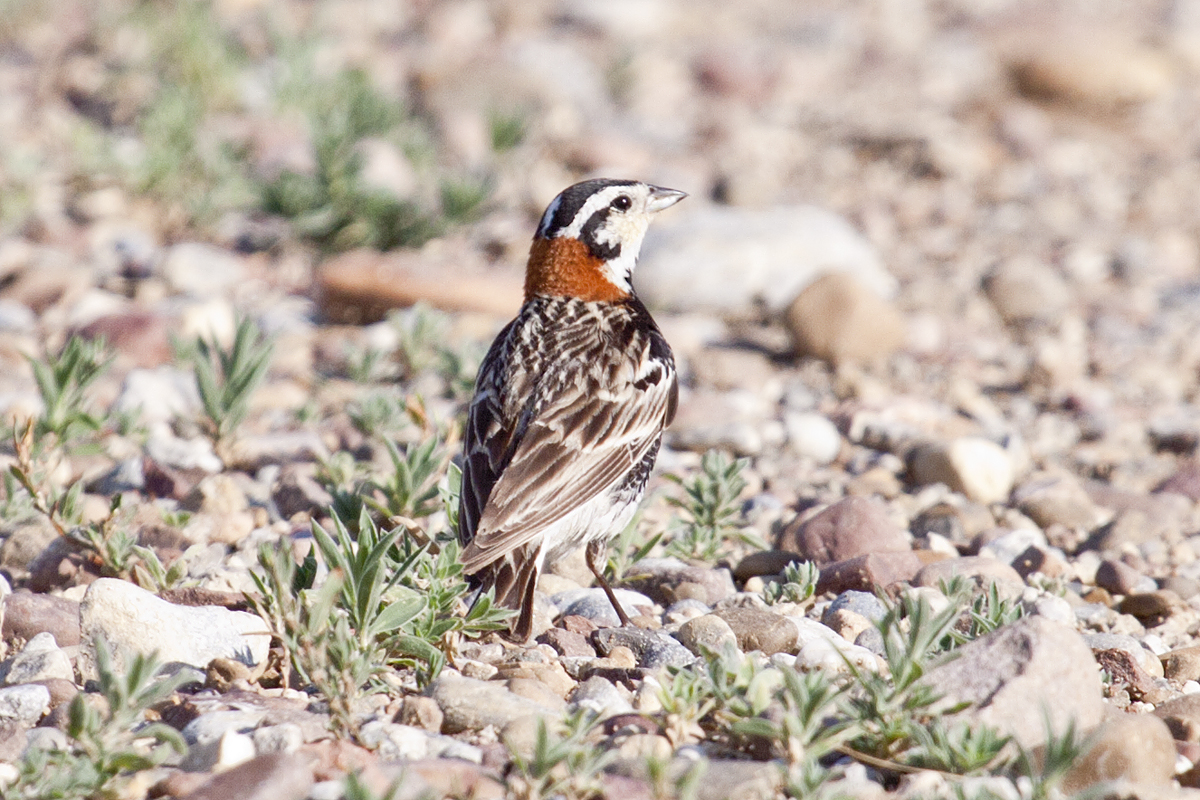
Maschio nel Montana.

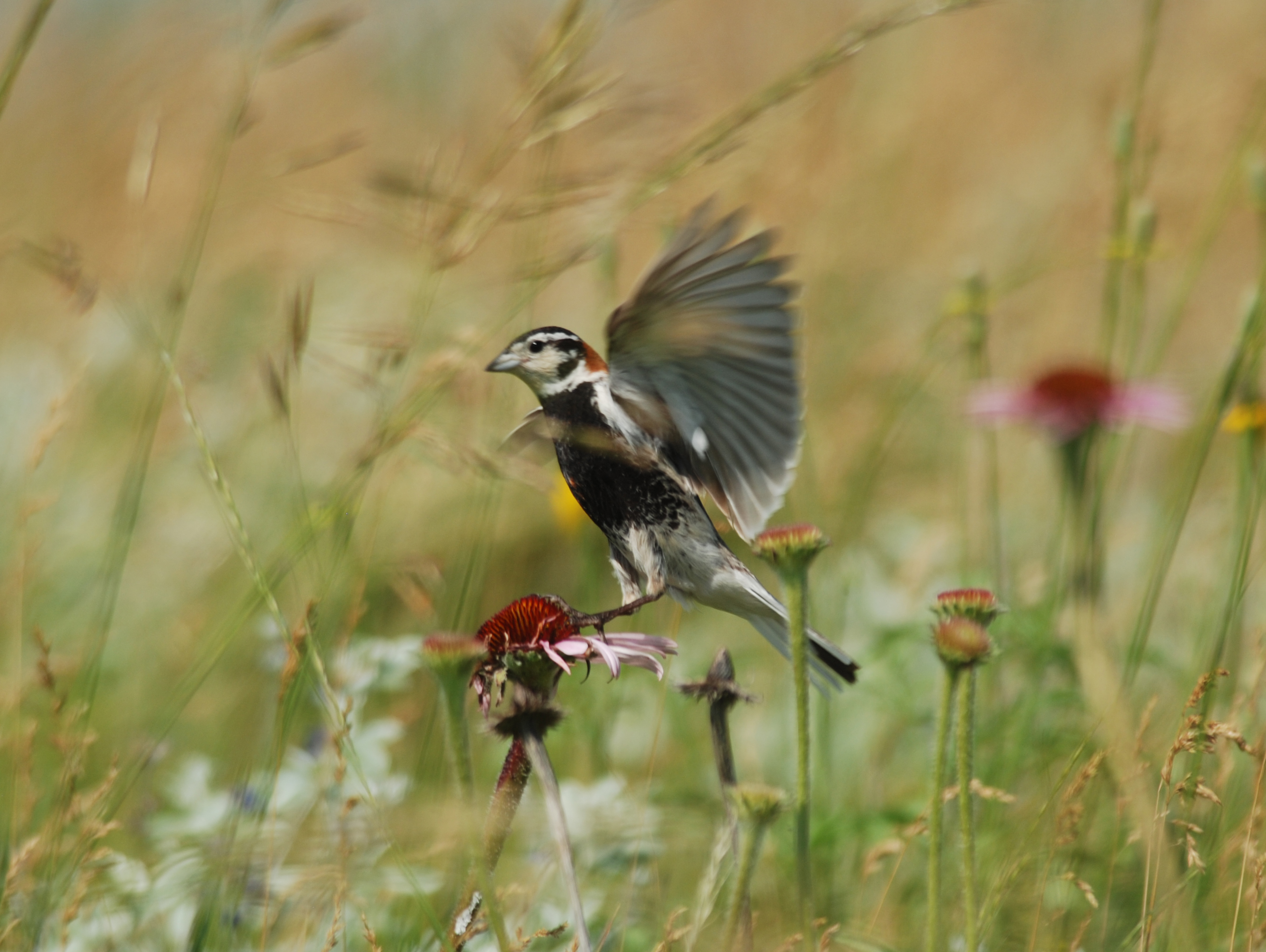
Maschio in atterraggio nel sud del Canada.

Si tratta di uccelli migratori, che din primavera (da marzo a maggio, coi maschi che cominciano ad affluire nei siti di nidificazione 2-3 settimane prima delle femmine) nidificano nel nord delle Grandi Pianure (praterie canadesi in Alberta, Saskatchewan e Manitoba meridionali, Montana, Dakota del Nord e del Sud, Wyoming e Colorado orientali, Nebraska e Minnesota occidentali), mentre in settembre-ottobre si spostano verso sud per svernare negli stati centrali del sud-ovest (Arizona, Kansas, Oklahoma e Texas) e nel nord del Messico (da Sonora e Coahuila a sud fino a Zacatecas e Aguascalientes), con stormi isolati che si spingono fino al sud della California.
L'habitat riproduttivo dello zigolo ornato è rappresentato dalla prateria ad erba corta, sia essa brucata o tagliata meccanicamente, con preferenza per la prima (questi uccelli sembrerebbero nidificare di preferenza nei pressi delle pile di letame essiccato di bovino): durante la migrazione e lo svernamento, questi uccelli sostano nelle aree erbose aperte, anche semiaride e aride, nonché nei deserti e nelle aree coltivate e antropizzate.